# Pedro Luis Cárdenes
Pedro Luis Cárdenes Almeida (Santa Brígida, Las Palmas,  España, 14 de agosto de 1967) es un exfutbolista español que se desempeñaba como defensa.

## Clubes
| Club                | País   | Año       |
| ------------------- | ------ | --------- |
| Las Palmas Atlético | España | 1986-1988 |
| U. D. Las Palmas    | España | 1987-1992 |
| U. E. Lleida        | España | 1992-1993 |
| C. D. Mensajero     | España | 1997-1999 |